# Большая Карповка (Липецкая область)
Больша́я Ка́рповка — село Домачевского сельского поселения Лев-Толстовского района Липецкой области. Прежде называлась Арха́нгельским. Село под таким названием основано стольником Ф. Г. Богдановым во второй половине XVII века. Впервые упоминается в документах в 1678 году. Село находится на правом берегу реки Ягодной Рясы. 
В 1900 году село Архангельское стало называться Большая Карповка, а деревню между ним и Топками назвали Малой Карповкой — она образовалась в результате отселения из родительских домов молодых семей из Большой Карповки. Определение Большая было дано для отличия от деревни Малая Карповка того же района. Основная часть название происходит, вероятно, от фамилии Карпов.

## История
Согласно архивным данным, изначально на месте будущего села стояла деревянная церковь. В 1802 году в селе имелись два господских дома: тайного советника князя Александра Долгорукова «с регулярным плодовитым садом, при коем оранжерея персиковых, абрикосовых и шпанских вишен деревьев»; второй дом — действительного камергера князя Михаила Долгорукова.
В 1805 году князь Михаил Долгоруков подал прошение Преосвященному Амвросию, архиепископу Рязанскому и Зарайскому, о строительстве новой каменной церкви. Уже в 1808 году была выстроена каменная трапезная нового храма, в которой были освящены два придельных алтаря: Архистратига Михаила и святителя Николая Чудотворца. Строительство же храмовой части и колокольни, заложенных одновременно с трапезной, затянулось на несколько десятков лет. На месте разобранной деревянной церкви была поставлена каменная часовня. В 1808 году в Большой Карповке была построена Иверская церковь ().
В 1842 году была достроена храмовая часть каменной церкви и в ней освящён главный престол во имя Иверской иконы Божией Матери. В 1851 году закончено строительство каменной, в четыре яруса, колокольни, высотой 26 метров до верха карниза. Двумя годами позже вокруг храма построена каменная ограда. Церковь внутри была окрашена масляной розовой краской, украшена орнаментами и стенной живописью. Стены иконостасов украшены резьбой и колоннами, вызолоченными лучшим червонным золотом. Церковь отапливалась семью изразцовыми печами. При церкви имелась кирпичная сторожка, построенная в 1803 году, а также дом священника с восточной стороны.
К числу особых достопримечательностей Иверской церкви относились, помимо прочего, резная икона святителя Николая Чудотворца в человеческий рост и пожертвованная князем Долгоруковым Иверская икона Божией Матери размером 1,5 х 1 метр, украшенная серебряно-вызолоченной ризой.
В 1922 году комиссией по изъятию церковных ценностей взяты из храма села Большой Карповки 15 культовых предметов, представлявших собой особую ценность. Храм был закрыт в конце 1930-х годов, а в конце 1950-х — начале 1960-х годов разрушена его колокольня для мощения дороги, пилёные блоки известняка из цоколя выбраны для строительства клуба в райцентре Лев Толстой, в алтаре устроена мельница.

## Население
| 1859 | 1897  | 1906  | 2000 | 2010 |
| ---- | ----- | ----- | ---- | ---- |
| 1362 | ↗1503 | ↗1953 | ↘8   | ↘7   |